# Доња Крћина
Доња Крћина је насељено мјесто у општини Угљевик, Република Српска, БиХ. Према попису становништва из 2013. у насељу је живјело 137 становника.

## Географија
Село је веома погодно за развој туризма. Село обилује природним љепотама — Новакова пећина, Шупља стијена, на рјечици Домани се налази пар очуваних воденица. У близини се налази манастир Тавна, задужбина Драгутина Немањића, село Горња Трнова, родно мјесто Филипа Вишњића, и село иначе богато споменицима из Другог свјетског рата.

## Становништво
| Националност       | 2013. | 1991. | 1981. | 1971. |
| Срби               | 137   | 227   | 259   | 270   |
| Муслимани          |       |       | 1     | 1     |
| Хрвати             |       |       |       |       |
| Југословени        |       | 12    |       | 3     |
| остали и непознато |       |       | 1     |       |
| Укупно             | 137   | 239   | 261   | 274   |

1. ↑  Муслимани се данас изјашњавају као Бошњаци.

## Галерија
- Пећина Шупља стијена
- Стара, још увијек активна, воденица на рјечици Домани